# 한국대학교육협의회
한국대학교육협의회(韓國大學敎育協議會, Korean Council for University Education, 약칭: 대교협, KCUE)는 한국대학교육협의회법(법률 제3727호)에 근거하여 설립되었다. 대학운영의 자주성과 공공성을 높이며 대학교육의 건전한 발전을 도모하기 위해 만들어졌다. 대학 전반의 제도 및 운영에 대한 연구개발 및 지원을 하는 법인이다.설립연도는 1982년 4월 2일이고 소재지는 가산디지털단지역 인근(서울특별시 금천구 서부샛길 606 대성디폴리스 A동 22층, 23층)이다.

## 설립 근거
- 한국대학교육협의회법 제2조[1]

## 설립목적
- 전국 4년제 대학의 학사, 재정, 시설 등 주요 관심사에 대하여
- 대학간 상호협력과 대학교육의 질적 수준 향상에 필요한 사항을 정부에 건의하여 정책에 반영하게 함으로써,
- 대학의 자율성과 창의성을 제고하고 공공성 및 책무성을 강화하여 대학교육의 건전한 발전을 도모함.

## 기능
- 대학의 교육제도와 그 운영에 관한 연구 개발
- 대학의 학생선발제도에 관한 연구개발과 그 지원
- 대학의 재정지원책 및 그 조성방안
- 대학의 교육과정 및 교수방법의 연구개발과 보급
- 대학의 평가
- 대학 교·직원 연수
- 교육부 장관이 위탁하는 사업의 수행
- 기타 대학 상호간의 협동에 관한 업무의 수행

## 주요업무
- 대학간 협의·조정: 대학 간 상호협력과 현안과제를 해결하기 위한 특별위원회 설치·운영
- 대학교육 정책연구 및 자료개발: 대학 공통과제 및 현안과제 해결을 위한 정책 방안 연구, 자료개발 및 보급, 고등교육정책 문고시리즈 발간 및 대학교육지 발간
- 대학교수 및 직원 연수: 대학 경쟁력 제고에 도움이 되는 다양한 연수과정 개설, 대학간협의체의 협조와 수요자를 중심으로 한 맞춤형 연수 프로그램 개발, 리더의 대학경영능력 향상, 대학교수의 교수·연구능력 향상, 대학직원의 실무수행능력 향상 등을 위한 교육과 연수
- 대학입학자율화 및 학사운영 지원: 대학입학업무 시행계획의 협의․조정과 대학별 입시계획 및 시행 내용의 집계․홍보, 대학입학사정관제도 및 대학과목선이수제도 운영 지원, 대입상담 콜센터 운영 및 교육협력위원회 운영
- 대학평가: 대학기관평가인증, 산업계 관점 대학평가, 대학자체평가, 대학정보공시 등 수행
- 대학교육 정책 세미나 및 포럼: 대학교육 정책 포럼 운영 및 고등교육과 관련되는 국내외 세미나 개최
- 대학교육 국제교류: 고등교육 부문의 국제협력과 네트워크 구축

## 연혁
- 1982 창립총회: 97개 대학, (4월 2일, 서울 영등포구 여의도동)
- 1982 사단법인으로 법인 설립 인가 (10월 8일)
- 1984 한국대학교육협의회법 제정 공포(법률 제3727호)
- 1988 부설 고등교육연구소 개설 (2월 8일)
- 1995 부설 고등교육연수원 개설 (3월 1일)
- 1995 대학진학정보센터 개설 (12월 14일)
- 2008 사무국 이전 (2월 1일, 서울 마포구 상암동)
- 2009 대입상담센터 개설 (9월 10일)
- 2009 부설 대학평가원 개설 (9월 21일)
- 2010 사무국 이전 (9월 30일, 서울 서초구 헌릉로 한국연구재단)
- 2010 대학평가/인증 인정기관 지정 (11월 11일)
- 2011 대학정보공시센터 개설 (1월 1일)
- 2012 사무국 이전 (12월 5일, 서울 금천구 가산동)
- 2013년 현재 203개 4년제 대학 회원가입

## 조직
- 임원실

### 회장

#### 사무총장
- 운영지원부
- 대학혁신지원실
  - 기획홍보팀
  - 혁신지원팀
  - 국제화지원팀
- 대학입학지원실
  - 입학기획팀
  - 입학지원팀
  - 대입상담센터
    - 대입정보포텔TF
- 대학교육정보실
  - 대학정보공시센터
  - 정보화표준팀
- 고등교육연구소
  - 연구1팀
  - 연구2팀
- 한국대학평가원
  - 평가기획팀
  - 한국고등교육정보센터
- 고등교육연수원
  - 연수1팀
  - 연수2팀
- 한국교양기초교육원

## 이사회

### 이사회의 구성 및 기능
이사회는 회원대학의 학사·재정·시설 등의 주요 관심사에 대한 자율적인 협의와 연구·조사를 통하여 필요한 사항을 정부에 건의하는 등 회원대학의 교육여건향상과 교육발전에 기여하고 있다.
이사회 구성원은 총회에서 회장 1인, 부회장 3인, 이사 10인 이상 20인 이내, 감사 2인을 선출하여 교육과학기술부장관의 승인을 받아 취임하며, 협의회 사무총장은 당연직 이사가 되며 이사회는 총회와 달리 이사가 각 대학의 총장 중에서 선임되지만 정부의 승인이나 법원의 등기가 되는 개인 자격이므로 해당 대학의 대리 참석이 인정되지 않는다.
이사의 선임은 대학 설립별·지역별·특성별 기구 그리고 주요 위원회별 대표와 관례 등을 감안하여 지명한다. 이사회의 기능은 정관 제18조의 규정에 따라 다음 사항을 심의·의결하고 있다.
- 업무집행에 관한 사항
- 업무계획 운영에 관한 사항
- 예산 및 결산에 관한 사항
- 총회에서 위임받은 사항
- 정관에 의하여 그 권한에 속하는 사항
- 기타 주요사항

### 이사회의 소집 및 시기
이사회는 협의회의 실질적인 의사결정 및 집행기관으로서 격월간으로 연 6회 정도 개최 된다.
이사회는 회장이 소집하고 그 의장이 되며 회의 7일 전에 회의의 목적을 명시하여 각 이사에게 통지하여야 한다. 또한 특례규정으로 제적이사 과반수가 회의 목적을 제시하여 이사회 소집을 요구할때는 회장이 소집 요구일로부터 10일 이내에 소집하여야 한다.
재적이사 과반수의 출석으로 개회하여 출석이사 과반수의 찬성으로 의결한다.

## 같이 보기
- 거점국립대학교총장협의회
- 전국국공립대학교총장협의회
- 지역중심국립대학교총장협의회
- 국립산업대학총장협의회
- 한국사립대학총장협의회
- 한국전문대학교육협의회